# 岡本さとる
岡本 さとる（おかもと さとる、1961年 - ）は、日本の小説家、脚本家、演出家。本名は岡本智。
大阪市出身。立命館大学産業社会学部卒業。松竹勤務を経て脚本家・演出家となる。現在は主にテレビドラマ『必殺仕事人2009』『水戸黄門』シリーズなどの時代劇テレビドラマの脚本を手がける。またドラキュラ伯爵が関ヶ原に登場する奇想天外な時代劇ロマンス「愛、時をこえて関ヶ原異聞」をはじめとする舞台脚本も多数執筆、演出も手がける。2010年代より時代小説も数多く著している。

## 主な作品

### テレビ
- 水戸黄門（TBS）
- 大江戸を駈ける!（TBS）
- 剣客商売（フジテレビ）
- 必殺仕事人2009（朝日放送・テレビ朝日）
- 柳生一族の陰謀（テレビ朝日）
- 世直し順庵!人情剣（テレビ朝日）
- 新・桃太郎侍（テレビ朝日）
- 密命 寒月霞斬り（テレビ東京）

### ラジオ
- ラジオコメディ「みんな大好き!」（NHK第1）
- 歌謡ドラマ（NHK第1）

### 舞台
作・演出
- 極付 森の石松（市川右近・貴水博之・市川笑也 ほか）
- 愛、時をこえて 関ヶ原異聞（貴城けい・市川段治郎・吉野圭吾・市川笑也 ほか）

脚本・演出
- 好色一代男（津川竜・水前寺清子 ほか）

構成・演出
- 朗読･芝居・音楽・歌・舞による… 窯変源氏物語 -夕顔- / -玉鬘- / -葵- （名取裕子・貴水博之・長山藍子・中村翫雀 ほか）

脚本
- 恋はコメディー（演出：加納和幸 / 浅丘ルリ子・渡辺えり・秋吉久美子・風間俊介 ほか）
- 近松バイオレンス 崔版女殺油地獄（演出：崔洋一 / 賀集利樹・真中瞳 ほか）

演出
- 耳かきお蝶（名取裕子・南原清隆 ほか）

歌舞伎脚本
- 浪華騒擾記（大阪松竹座）第35回大谷竹次郎賞奨励賞受賞
- 平成若衆歌舞伎（第2回 - 最終5回公演まで 新作を担当）
- 鬼平犯科帳 大川の隠居（中村吉右衛門、新橋演舞場・御園座）

### 作詞
- 山内惠介「恋の手本」

## 刊行

### ノンフィクション
- 『水戸黄門の基礎知識』ブレーン出版、1995年
- 『横山やすし　壮絶な死と生の真実』飯倉書房、1996年
- 『阪神ファンの変態的快楽　阪神ファンに生まれいずる悩み…。』飯倉書房、1996年

### 小説
- 「取次屋栄三」シリーズ（祥伝社文庫）
- 「剣客太平記」シリーズ（ハルキ文庫）

他にも文庫書き下ろしで多数（数十冊）刊行